# Коптев, Алексей Алексеевич
Алексе́й Алексе́евич Ко́птев (1779 или 1782 — после 1834) — костромской помещик, русский поэт и прозаик. Принадлежит к дворянскому роду Коптевых, берущих своё начало в Костромской губернии.

## Карьера
Служил в Софийском мушкетёрском полку, был оренбургским плац-адъютантом. В 1804 году уволился из армии в чине штабс-капитана. На статской службе был землемером (1805), позднее служил в канцелярии оренбургского губернатора, затем — стряпчим при уездном суде в Бугульме.
Печататься начал в журнале «Московский курьер» в 1804. Автор сентиментальной повести «Виллиам, или Сумасшедший от любви» (1805), идиллии в прозе «Ликаст» (датирована 1802, опубликована 1805). Поместил в журналах первой четверти XIX века (преимущественно в «Московском Курьере», «Благонамеренном» и «Русском Вестнике») массу сентиментальных мадригалов, элегий, посвящений и т. п. Иногда подписывался «Ал. 20-въ».
Издал сборники «Подарок милым сёстрам в день их имянин» (Москва, 1807) и «Стихотворения» (Санкт-Петербург, 1834).